# Isola di Belene
L'isola di Belene (in bulgaro остров Белене?) è la più grande isola bulgara ed è situata lungo il corso del fiume Danubio. Deve il suo nome alla vicina città di Belene, alla quale è collegata tramite un ponte di barche. È conosciuta anche come isola di Persin.

## Geografia

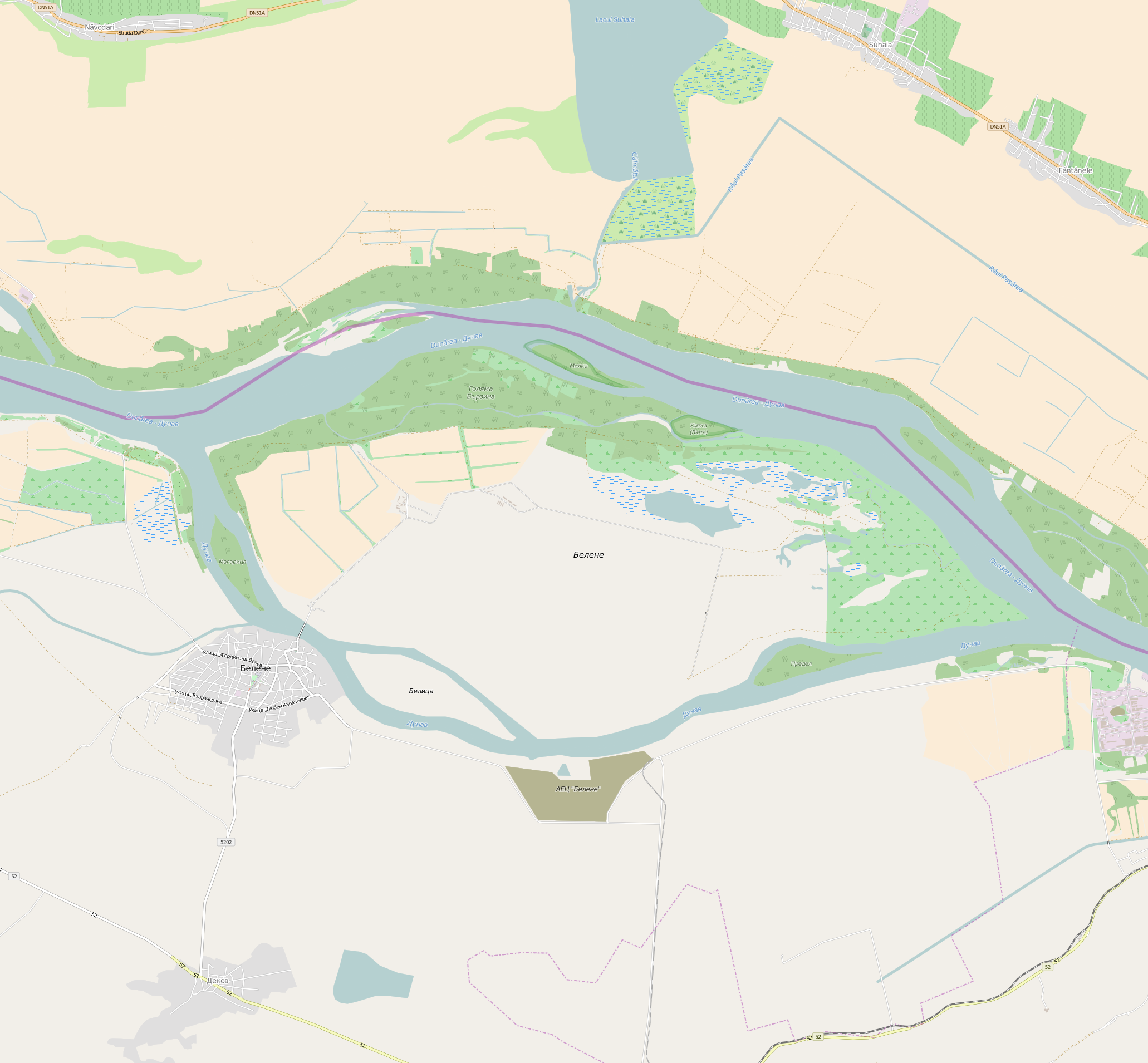
Mappa dell'isola di Belene

Belene ha una forma ovale allungata con una lunghezza di 14,5 km e - grazie a una superficie totale di circa 41 km² - è la quarta isola danubiana per estensione. Quando il fiume si ingrossa alcune zone dell'isola vengono sommerse dalle acque.
Il fiume Danubio, biforcandosi, scorre a nord e a sud dell'isola. Il confine internazionale tra Bulgaria e Romania coincide con la parte settentrionale del fiume.

## Flora e fauna
Belene è parte del Complesso delle Isole di Belene e del Parco Naturale di Persin, che ospita oltre 170 specie rare di uccelli acquatici come ad esempio il mignattaio, il marangone minore, l'averla cenerina e l'oca collorosso.
Su quest'isola, formata da sedimenti alluvionali, crescono salici, pioppi e betulle; si trovano inoltre alcune aree coltivabili.

## Storia
Nei periodi 1949-1953 e 1956-1959 Belene è stata sede di un campo di concentramento per detenuti politici. La prigione è ancora oggi operativa nella zona ovest dell'isola, mentre la parte orientale è una riserva naturale.

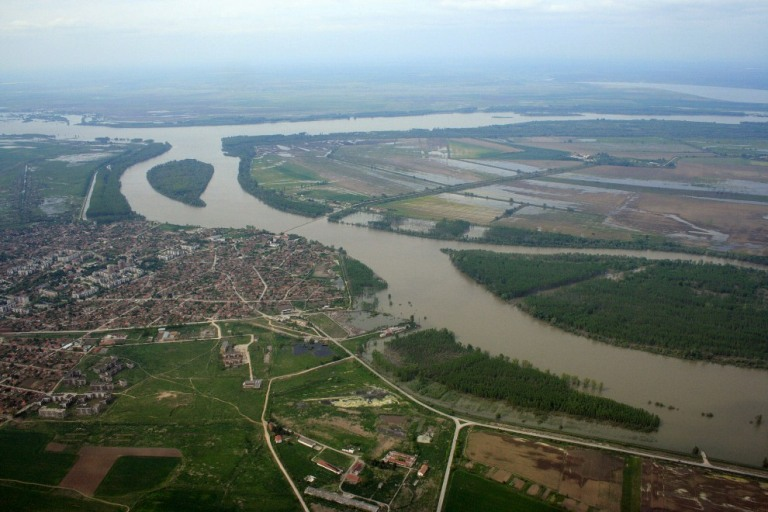
Il fiume Danubio con l'isola di Belene a destra e la città di Belene a sinistra.